# Huddinge (comune)
Huddinge è un comune svedese di 100 116 abitanti, situato nella parte sud-occidentale della contea di Stoccolma. Il suo capoluogo è la città omonima di Huddinge.

## Monumenti e luoghi d'interesse
- Resti della fortezza di Stensättra, nella riserva naturale della foresta di Flemingsberg.

## Località
Nel territorio comunale sono comprese le seguenti aree urbane (tätort):
- Gladö kvarn
- Östorp och Ådran
- Vidja

## Amministrazione

### Gemellaggi
- Lyngby-Tårbæk
- Vantaa
- Nuuk
- Seyðisfjörður
- Askim